# Aucuba japonica
Espèce
Classification phylogénétique
L'aucuba du Japon est une espèce d'arbustes originaire de Chine, de Corée et du Japon. Il est également appelé Laurier tacheté.

## Description

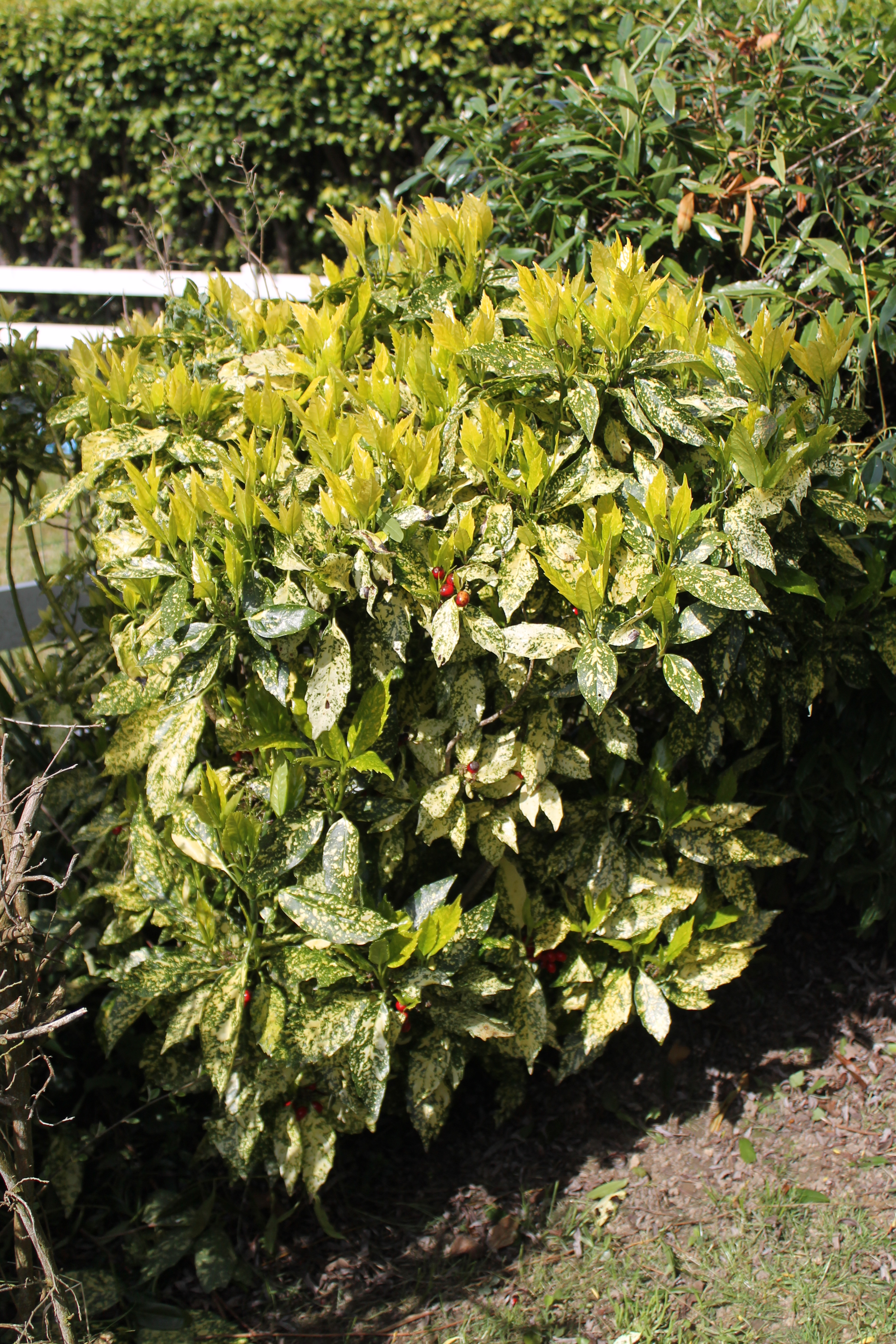
Aucuba japonica - Laurier tacheté.

C'est un arbuste atteignant généralement 2 à 3 mètres en culture, et jusqu'à 5 mètres dans son aire d'origine. Les feuilles persistantes sont opposées et lancéolées, vertes pour la forme type, panachées ou maculées pour les cultivars. L'Aucuba du Japon est une espèce dioïque. Les fleurs minuscules, entre 4 et 8 mm, sont pourpres à 4 pétales. Les baies rouges, portées par les Aucuba femelles, mesurent environ 1 cm de diamètre, et sont toxiques pour l'être humain mais pas pour les oiseaux[réf. nécessaire].

## Culture
L'aucuba du Japon est cultivé comme arbuste d'ornement pour son feuillage persistant combiné avec sa bonne résistance au froid (z. 7). C'est un arbuste typique des jardins de thé japonais[réf. souhaitée].
Les variétés panachées sont exclusivement multipliées par bouturage ou marcottage. Le semis ne donne que des formes vertes.

## Toxicité

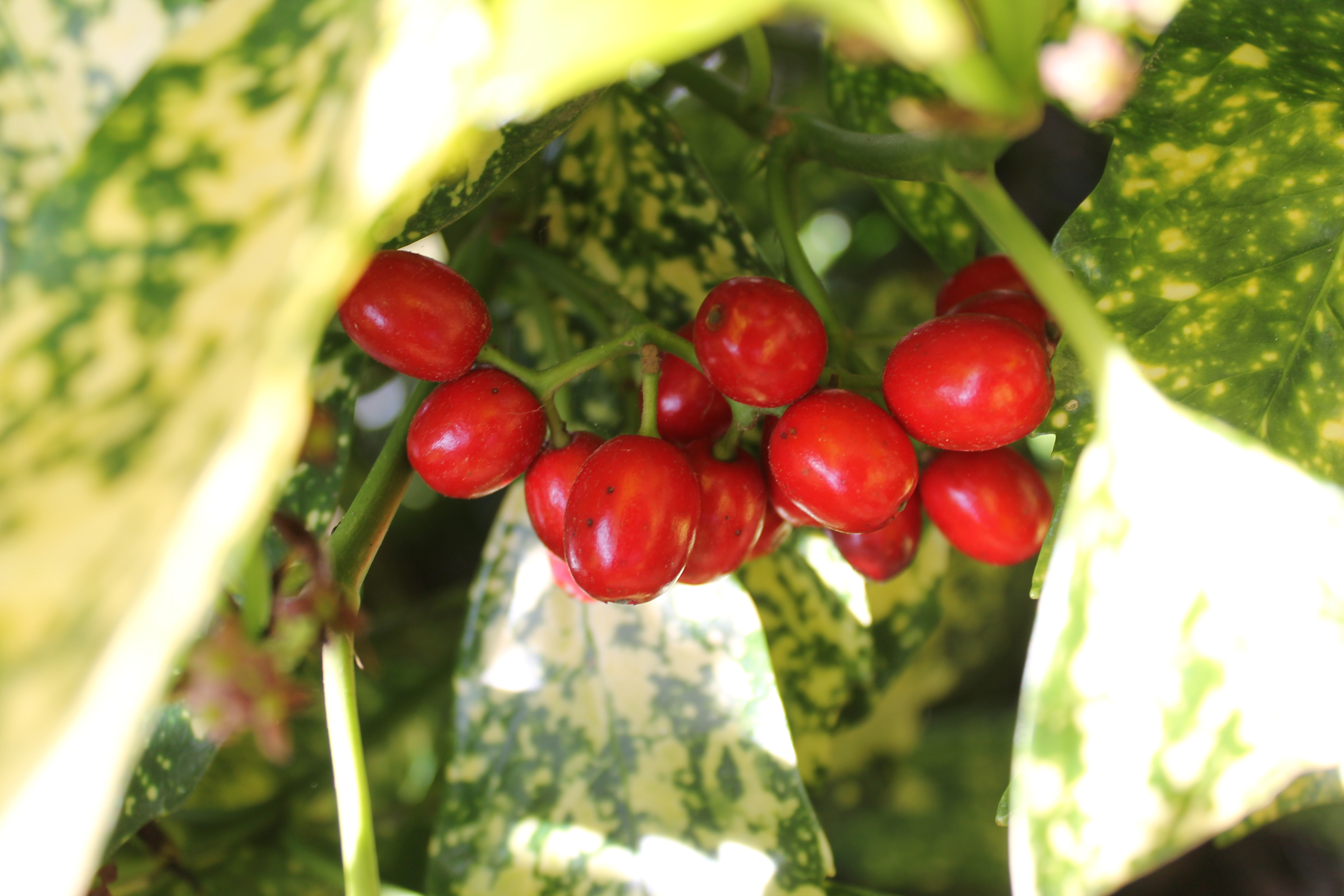
Fruits.

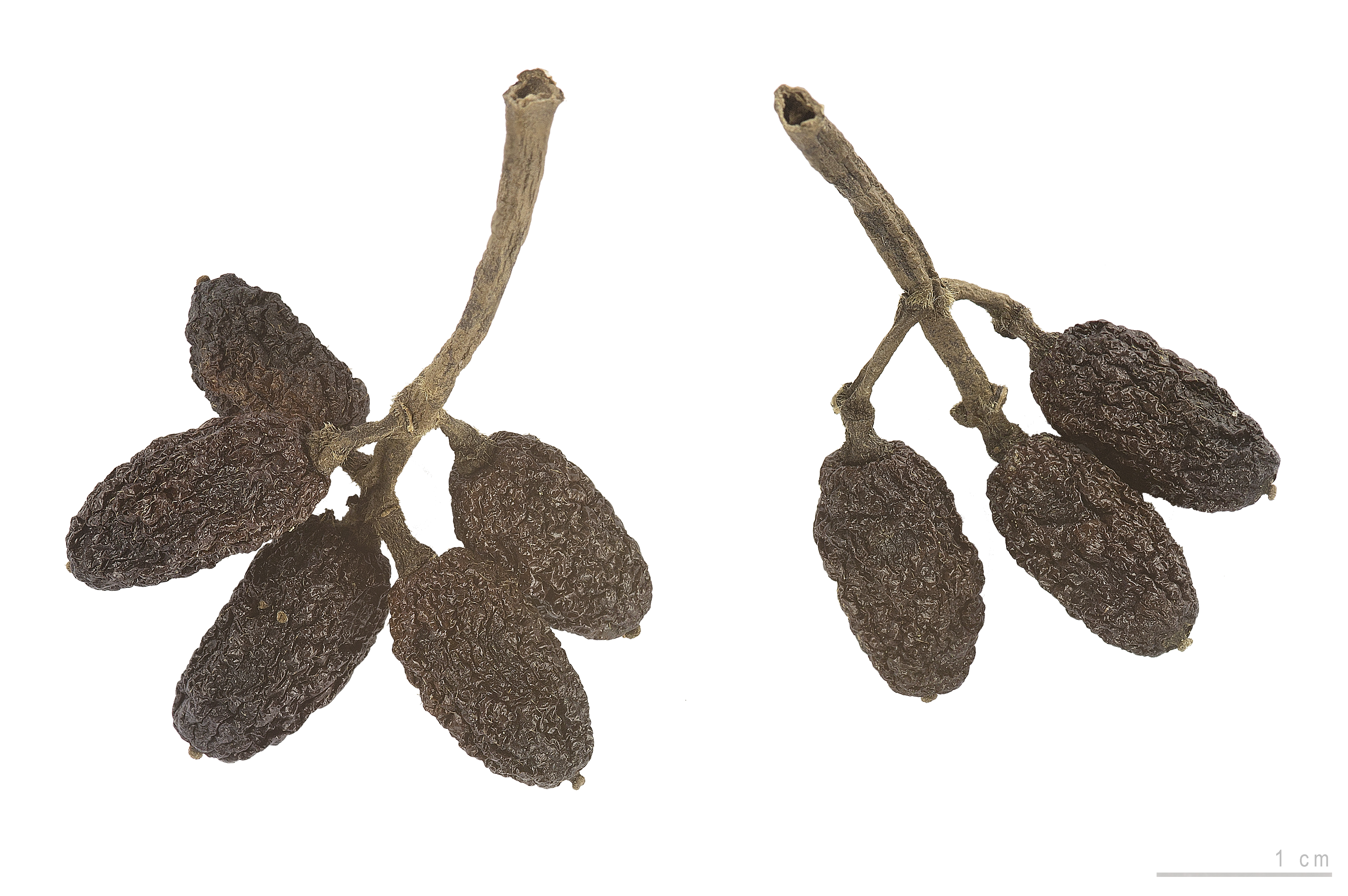
Fruits séchés au muséum de Toulouse.

La toxicité réelle des fruits est très mal connue. Il semble, d'après l'expérience des centres antipoison, que ce fruit soit faiblement toxique, entraînant seulement de légers trouble digestifs[réf. nécessaire].

## Variétés et cultivars
- Crotonifolia : c'est-à-dire : à feuilles de croton.
- Rozannie : nain au feuillage vert sombre.
- Salicifolia : grandes feuilles effilées vert sombre.
- Variegata :